# Olympische Sommerspiele 1952/Kanu – Einer-Kajak 10.000 m (Männer)
Der Wettkampf im Einer-Kajak über 10.000 Meter bei den Olympischen Sommerspielen 1952 wurde am 27. Juli auf der Regattastrecke des Soutustadion in Helsinki ausgetragen.
Der Wettkampf bestand aus einem Rennen. Der Finne Thorvald Strömberg konnte hierbei vor dem Schweden Gert Fredriksson den Titel gewinnen. Einen Tag später bei den Titelkämpfen über 1000 Meter kamen sie in der umgekehrten Reihenfolge ins Ziel.

## Ergebnisse
| Rang | Athlet                  | Nation             | Zeit        |
| ---- | ----------------------- | ------------------ | ----------- |
| 1    | Thorvald Strömberg      | Finnland           | 47:22,8 min |
| 2    | Gert Fredriksson        | Schweden           | 47:34,1 min |
| 3    | Michel Scheuer          | BR Deutschland     | 47:54,5 min |
| 4    | Ejvind Hansen           | Dänemark           | 47:58,8 min |
| 5    | Hans Martin Gulbrandsen | Norwegen           | 48:12,9 min |
| 6    | Miloš Pech              | Tschechoslowakei   | 48:25,8 min |
| 7    | Iwan Sotnykow           | Sowjetunion        | 48:36,8 min |
| 8    | Jochem Bobeldijk        | Niederlande        | 49:36,2 min |
| 9    | Alfred Schmidtberger    | Österreich         | 49:45,6 min |
| 10   | Pierre Derivery         | Frankreich         | 49:48,5 min |
| 11   | Hilaire Deprez          | Belgien            | 50:20,6 min |
| 12   | Geoffrey Colyer         | Großbritannien     | 50:55,3 min |
| 13   | Josip Lipokatič         | Jugoslawien        | 51:01,3 min |
| 14   | William Schuette        | Vereinigte Staaten | 52:44,6 min |
| 15   | Aldo Albera             | Italien            | 53:49,2 min |
| 16   | Raymond Kamber          | Schweiz            | 54:57,3 min |
| 17   | Léon Roth               | Luxemburg          | 56:02,9 min |

## Weblink
- Ergebnisse